# Rugvleksnapper
De Rugvleksnapper (Lutjanus fulviflamma) is een straalvinnige vis uit de familie van snappers (Lutjanidae) en behoort derhalve tot de orde van baarsachtigen (Perciformes). De vis kan een lengte bereiken van 35 cm. De hoogst geregistreerde leeftijd is 23 jaar.

## Leefomgeving
Lutjanus fulviflamma komt in zeewater en brak water voor. De vis prefereert een tropisch klimaat en heeft zich verspreid over de Grote en Indische Oceaan. De diepteverspreiding is 3 tot 35 m onder het wateroppervlak.

## Relatie tot de mens
Lutjanus fulviflamma is voor de visserij van aanzienlijk commercieel belang. In de hengelsport wordt er weinig op de vis gejaagd. De soort kan worden bezichtigd in sommige openbare aquaria.
Voor de mens is Lutjanus fulviflamma potentieel gevaarlijk, omdat er vermeldingen van ciguatera-vergiftiging zijn geweest.